# Geleitzug EN 491
Der Geleitzug EN 491 war ein britischer Küstengeleitzug der EN-Geleitzugserie im Zweiten Weltkrieg. Er fuhr am 7. Mai 1945 in Methil ab und traf am 9. Mai in Belfast ein. Die Alliierten verloren durch U 2336 zwei Frachtschiffe mit 4669 BRT. Dies waren die letzten Versenkungen eines deutschen U-Bootes im Zweiten Weltkrieg.

## Zusammensetzung und Sicherung
Der Geleitzug setzte sich aus fünf Handelsschiffen zusammen. Am 7. Mai 1945 verließ er Methil (Lage) in Richtung Belfast (Lage). Er fuhr, angesichts des unmittelbar bevorstehenden Kriegsendes, ohne Eskorte.
| Name          | Flagge                 | Vermessung in BRT | Verbleib                               |
| ------------- | ---------------------- | ----------------- | -------------------------------------- |
| Avondale Park | Vereinigtes Königreich | 2878              | am 7. Mai durch U 2336 versenkt (Lage) |
| Rolf Jarl     | Norwegen               | 1917              | kehrte um und fuhr zurück              |
| Selvik        | Norwegen               | 1557              | kehrte um und fuhr zurück              |
| Sneland I     | Norwegen               | 1791              | am 7. Mai durch U 2336 versenkt (Lage) |
| Weybank       | Vereinigtes Königreich | 7368              |                                        |

## Verlauf
Am Abend des 7. Mai 1945 sichtete U 2336 den Geleitzug nahe der Isle of May am Ausgang des Firth of Forth und griff kurz vor 23 Uhr an. Der Kommandant Kapitänleutnant Emil Klusmeier schoss jeweils einen Torpedo auf zwei Schiffe, die beide trafen. Der erste Torpedo traf die Avondale Park, während die Sneland I noch ihren Kurs änderte, um eine Kollision mit ihr zu vermeiden. Doch nur wenige Minuten später, etwa zwischen 22:40 und 22:45 Uhr wurde auch sie an Steuerbord getroffen und sank innerhalb von nur zwei Minuten. Dabei starben sieben Besatzungsmitglieder, darunter der Kapitän der Sneland I. Kurz nach 23 Uhr sank auch die Avondale Park. Dabei starben zwei britische Seeleute, Chefingenieur George Anderson und Seemann William Harvey. Die restlichen Besatzungsmitglieder konnten gerettet werden. Daraufhin fuhren die Rolf Jarl und die Selvik nach Methil zurück, während die Weybank am 9. Mai in Belfast eintraf. Dies waren die letzten Versenkungen eines deutschen U-Bootes im Zweiten Weltkrieg.
Zum Zeitpunkt der Versenkungen war schon ein Befehl an alle deutschen U-Boote ergangen, keine Schiffe mehr anzugreifen, da der Kapitulationsvertrag mit den Alliierten schon unterzeichnet war und am 8. Mai 1945 um 23:01 Uhr in Kraft treten sollte. Der Kommandant von U 2336 beteuerte jedoch, diesen Funkspruch nicht empfangen zu haben. Offenbar glaubten die Briten ihm, da er nach seiner Gefangennahme kriegsgerichtlich nicht dafür belangt wurde.